# 多型叶马兜铃
多型叶马兜铃（学名：Aristolochia polymorpha）为马兜铃科马兜铃属的植物，是中国的特有植物。分布于中国大陆海南，生长于海拔70米至150米的地区，多生长在林缘以及疏林下，目前尚未由人工引种栽培。

## 形态
叶型常为浅3裂或深3裂，花被管基部收缩成柄状。